# Pseudoleskeopsis mollicula
Pseudoleskeopsis mollicula är en bladmossart som beskrevs av Jules Cardot 1913. Pseudoleskeopsis mollicula ingår i släktet Pseudoleskeopsis och familjen Leskeaceae. Inga underarter finns listade i Catalogue of Life.